# Unto the Locust
Unto the Locust es el séptimo álbum de estudio de la banda estadounidense de groove metal Machine Head,  puclicado a través del sello discográfico Roadrunner Records el 26 de septiembre de 2011 en Reino Unido y el 27 de septiembre el resto del mundo.
El álbum fue producido y mezclado por Robb Flynn, y fue el álbum con más éxito de la banda, con 22 en el Billboard 200, hasta su siguiente lanzamiento Bloodstone & Diamonds que llegó al puesto 21. Unto the Locust fue grabado en los estudios Green Day's Jingletown. El 14 de junio de 2011, Machine Head lanzó la mezcla avanzada de la canción de su álbum Locust, que se incluyó en el sampler de iTunes del Mayhem Festival de 2011. Este sería el último álbum de estudio de Machine Head con el cofundador y bajista Adam Duce antes de que fuera despedido debido a "diferencias continuas" con la banda el 11 de febrero de 2013. Ha vendido más de 100.000 copias en los Estados Unidos. Con una duración de 49 minutos, este es el segundo álbum más corto de la banda, siendo Unatoned, publicado el 25 de abril de 2025, el de menor duración con tan solo 41 minutos.

## Lanzamiento
El primer sencillo de Unto the Locust, simplemente titulado "Locust", fue lanzado el 10 de junio de 2011. El lado A comienza con la canción "Locust" y el lado B contiene los dos temas en vivo "Beautiful Mourning" de The Blackening y "Bite the Bullet" de Through the Ashes of Empires.
Sloat declaró sobre el clip de "Locust":
"El video está basado en el trabajo artístico del álbum así como en la visión del artista, Paul Gerrard. Juntos hemos elaborado algunos conceptos para las escenas de ataque, así como la actuación de la banda. Filmamos a la banda en pantalla verde en Filadelfia el 1 de agosto de 2011. Fue en una fecha "off" del Rockstar Energy Drink Mayhem Festival. Hay más de 600 tomas en el video, todas con diferentes niveles de efectos CG, y terminó tomando más de dos meses para completarse. Es fácilmente el video musical más grande que he hecho. Con tantas tomas CG, tuvimos que dividir el trabajo entre varias personas y editores de efectos CG. Una vez que las tomas volvían, las editaba y comenzaba los efectos de color y cualquier ajuste de último minuto que quisiera agregar."

## Edición especial
La versión británica de la revista Metal Hammer ha anunciado que la revista publicará un pack especial para fans con un número especial de 132 páginas con acceso exclusivo entre bastidores para la realización del álbum, entrevistas exhaustivas con todos los miembros, fotos históricas de las colecciones personales de la banda, una guía de sus aparejos personalizados y un diario de su enorme gira del Rockstar Energy Drink Mayhem Festival. Metal Hammer también regaló un vinilo de edición especial con su edición de noviembre de 2011 que contiene la canción Locust con letras alternativas en el lado A y Beautiful Mourning y Bite the Bullet (ambas en vivo) en el lado B.

## Recepción
Unto the Locust recibió críticas abrumadoramente positivas de los críticos musicales. En Metacritic, que asigna una calificación agregada de 100 a las críticas de los principales críticos, el álbum recibió una puntuación media de 91, basada en 6 críticas, lo que indica "Aclamación universal".
Las canciones "I Am Hell" y "This Is The End" recibieron una fuerte rotación en las emisoras de radio universitarias, sobre todo en "After-Hour Abomination" de la WVYC. Unto The Locust vendió más de 17.000 copias en los Estados Unidos en su primera semana de lanzamiento para aterrizar en la posición No. 22 en la lista Billboard 200 - poniendo a Machine Head en el Top 25 por primera vez en los 19 años de historia de la banda. Este es también su tercer álbum consecutivo que muestra al menos un 20 por ciento de aumento en las ventas con respecto a su predecesor. Esto se logró a pesar de que el mercado de la música cayó más del 45 por ciento en los cuatro años y medio transcurridos desde el lanzamiento del anterior álbum de la banda, The Blackening.
En 2011, el álbum ganó el premio Metal Storm al mejor álbum de Thrash Metal.

## Gira
La banda hizo una gira del álbum bajo el nombre de The Eight Plague a partir del 1 de noviembre de 2011. El apoyo vino de las bandas Bring Me the Horizon, DevilDriver y Darkest Hour. Robb Flynn hizo una declaración diciendo que "Este será sin duda el show más pesado que verán este año. Muchos de los mejores shows de nuestro último ciclo de gira fueron en Europa y el Reino Unido, así que la perspectiva de esta alineación combinada con estas multitudes nos tiene muy entusiasmados para salir ahí fuera y destrozarlo! Nuevo material, grandes escenarios, fans asesinos... ¡no podemos esperar!"
La banda también tocó dos shows de calentamiento, en el Club Vegas en Salt Lake City, Utah y The Knitting Factory, Reno el 5 y 7 de julio respectivamente. Estas fechas fueron la primera vez que la banda subió al escenario desde marzo de 2010, después de que el ciclo de giras de su último álbum The Blackening terminara. La banda actuó en la edición de 2011 del Rockstar Mayhem Festival, marcando su segunda vez en la gira, ya que estaban en la gira inaugural en 2008. Pasaron las primeras 9 fechas de la gira del 9 al 20 de julio tocando en el escenario principal, después de lo cual encabezaron el escenario Revolver que se extendió del 22 de julio al 14 de agosto.

## Lista de canciones
| N.º | Título                                                                                            | Duración |  |
| 1.  | «I Am Hell (Sonata in C#) - I: Sangre Sani (Blood Saint) - II: I Am Hell - III: Ashes to the Sky» | 8:25     |  |
| 2.  | «Be Still and Know»                                                                               | 5:43     |  |
| 3.  | «Locust»                                                                                          | 7:36     |  |
| 4.  | «This Is the End»                                                                                 | 6:11     |  |
| 5.  | «Darkness Within»                                                                                 | 6:27     |  |
| 6.  | «Pearls Before the Swine»                                                                         | 7:19     |  |
| 7.  | «Who We Are»                                                                                      | 7:11     |  |
| 8.  | «The Sentinel ( versión de Judas Priest)- Deluxe Collector's Edition»                             | 5:08     |  |
| 9.  | «Witch Hunt (versión de Rush)- Deluxe Collector's Edition»                                        | 4:46     |  |
| 10. | «Darkness Within (acoustic version)- Deluxe Collector's Edition»                                  | 5:05     |  |

## Créditos
- Robb Flynn - Voz y Guitarra líder
- Phil Demmel - Guitarra líder
- Adam Duce - Bajo
- Dave McClain - Batería